# سونيا باريند
سونيا ماريا باريند، (مواليد أمستردام، 29 فبراير 1940)، هي مقدمة برامج تلفزيونية هولندية، تُعرف أيضًا باسم «ملكة البرنامج الحواري». شوهدت على شاشات التلفزيون لأكثر من أربعين عامًا. في نهاية عام 2006 توقفت عن صنع محتوى التلفزيون. سميت «جائزة سونيا باريند السنوية» باسمها، وهي جائزة تعطى لأفضل مقابلة تلفزيونية.

## حياتها
ولدت باريند في مدينة أمستردام لابنة اليهودي ديفيد باريند (1905-1943) وويلهيلمينا ميتشيلينا لوباتش (1912-1993). فقدت والدها في سن الثانية عندما قامت قوات الاحتلال النازي بترحيله إلى معسكر أوشفيتس خلال الحرب العالمية الثانية. لم تكن على دراية بهذا الحدث، فقد نشأت مستخدمة اسم زوج أمها ولم تعرف عن مصير والدها البيولوجي إلا عندما كانت في العاشرة من عمرها.
بعد المدرسة الثانوية، بدأت العمل في «بنك Twentsche Bank» وهي تبلغ من العمر 15 عامًا. ووصفت فيما بعد هذه الفترة بالجحيم. قررت باريند أن تستفيد أكثر من حياتها. ذهبت إلى المدرسة الثانوية في المساء ووجدت عملاً من خلال الاستشارات المهنية. قام هذا المكتب أيضًا بعمل تجاري مع المذيعين وهكذا انتهى بها الأمر في التلفزيون.

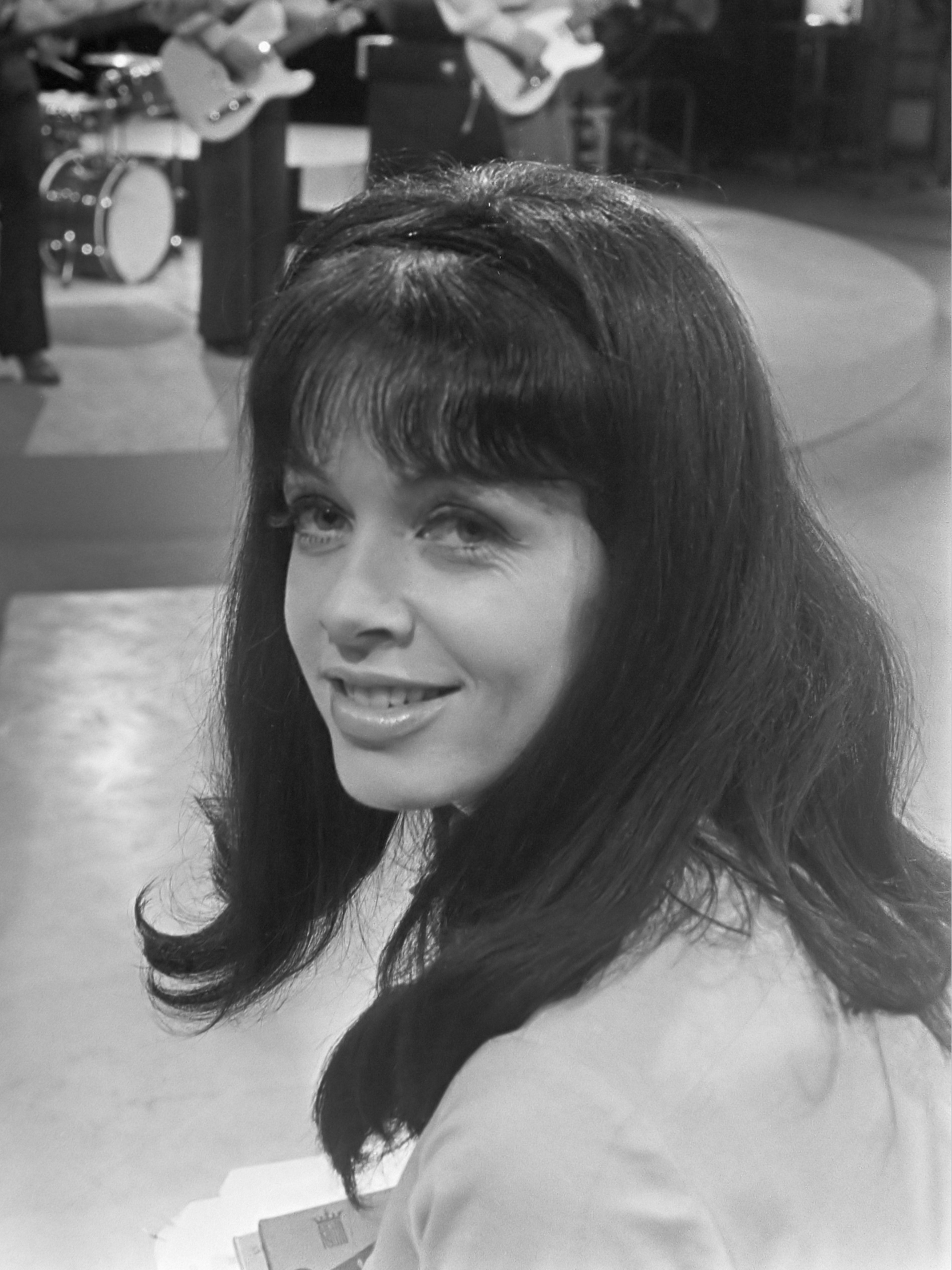
سونيا باريند عام (1968)

في عام 1966، شوهدت باريند لأول مرة على شاشة التلفزيون كمذيعة في «NTS» حيث قدمت «الباحثون الشباب». بعد ذلك قدمت برامج في قناة «VARA» مثل: «Uit Bellevue» و Dagje Ouder و Fenklup، من إخراج رالف إنبار، الذي تزوجته في 5 ديسمبر 1968. في عام 1972 انتقلت إلى «AVRO» حيث قدمت على التوالي برامج Sterallures و Een leven in beeld و سونيا في المساء . ثم ذهبت للعيش والعمل في إسرائيل مع زوجها الأول (رالف عنبار) لعدة سنوات. بعد عودتها إلى محطة VARA، قدمت برامج حوارية تمت مشاهدتها جيدًا مثل برنامج سونيا الإخباري السار و سونيا يوم الاثنين، سونيا يوم الثلاثاء (وهكذا).

## الجوائز
- جائزة الأكاديمية الهولندية (1998).
- جائزة المهنة الهولندية (1999).
- ضابط في وسام أورانج ناسو (2006).
- قرص Nipkow الفضي (فخري) (2007).

## رابط خارجي
- سونيا باريند في قاعدة بيانات الأفلام على الإنترنت